# Klobučar
Klobučarje priimek v Sloveniji, ki ga je po podatkih Statističnega urada Republike Slovenije na dan 1. januarja 2010 uporabljalo 575 oseb.  

## Znani slovenski nosilci priimka
- Bogumil Klobučar (1922—1997), skladatelj in glasbeni pedagog (slovensko-hercegovsko-avstrijski)
- Borut Klobučar, tamburaš
- Fanči Klobučar (*1966), pianistka, zborovodkinja
- Herman Klobučar, koroški farmacevt, lekarnar
- Jaka Klobučar (*1987), košarkar
- Jan Klobučar (*1992), odbojkar
- Margareta Klobučar, operna pevka
- Matic Klobučar, kajakaš
- Viktor Klobučar, partizan, prvoborec

## Znani tuji nosilci priimka
- Amy Klobuchar (*1960), ameriška političarka, senatorka (slovenskega porekla)
- Anđelko Klobučar (1931—2016), hrvaški muzikolog, pedagog in akademik
- Berislav Klobučar (1924—2014), hrvaški dirigent
- Dragutin Klobučar (*1939), hrvaški radijski režiser in igralec
- Josip Klobučar (1842—1910), hrvaški pedagog in publicist
- Mira Klobučar (roj. Ehrlich) (1888—1956), hrvaška slikarka
- Olga Klobučar (1914—1996), hrvaška umetnostna zgodovinarka in muzealka
- Viktor Klobučar (-Rukavina od Bunića) (1878—1965), hrvaški mornariški častnik, letalec in publicist
- Vilim (Vilmos, Wilhelm) Klobučar (1843—1924), hrvaški general
- Nada Kralj-Klobučar (*1938), hrvaška biologinja